# Jeanette J. Epps
Jeanette Jo Epps (Syracuse, 3 de novembro de 1970) é uma engenheira aeroespacial e astronauta estadunidense.

## Vida e educação
Jeanette Epps nasceu em Syracuse e graduou-se pelo Le Moyne College com um bacharel em ciências, em física, e obteve uma pós graduação (M.S.) e um Doutorado em filosofia (Ph.D) em Engenharia aeroespacial pela Universidade de Maryland. Jeanette Epps possui uma irmã gêmea, chamada Janet.

## Carreira
Epps serviu como uma aquanauta a bordo do Aquarius, durante a missão de exploração submarina NEEMO 18. A missão a bordo deste laboratório começou em 21 de julho de 2014 e se estendeu por nove dias.
Depois de se formar, Epps trabalhou em pesquisa na Ford Motor Company e, em seguida, como uma oficial de inteligência técnica na Central Intelligence Agency (CIA) por sete anos, incluindo passagens no Iraque.
Em junho de 2009, Epps foi selecionada como candidata a astronauta e qualificou-se em 2011. Ela subsequentemente serviu como uma aquanauta a bordo do Aquarius, durante a missão de exploração submarina NEEMO 18, por nove dias, começando em 21 de julho de 2014.
Em 4 de janeiro de 2017, a NASA anunciou que Epps receberia a posição de engenheira de voo na Estação Espacial Internacional, na metade de 2018, nas Expedições 56 e 57, se tornando a primeira afro-americana membro da Estação Espacial e a décima-quinta afroamericana a voar ao espaço, mas em 16 de janeiro de 2018, a própria NASA anunciou que Epps havia sido substituída por Serena M. Auñón-Chancellor, mas que Epps seria "considerada para atribuição em missões futuras". Astronautas afroamericanos já visitaram a Estação Espacial Internacional, em ocasiões anteriores, mas Epps seria a primeira a viver lá, por um período de cerca de seis meses. A razão pela remoção de Epps não foi declarada, e o porta-voz da NASA, Brandi Dean, disse: "Essas decisões são assuntos privados, sobre os quais a NASA não provê informação." No dia 20 de janeiro, o irmão da Epps, Henry, postou uma declaração, em sua página, Facebook, já deletada, afirmando: "Minha irmã, Dra. Jeannette Epps, tem lutado contra o racismo opressivo e a misoginia na NASA e agora eles a estão barrando e deixando uma astronauta caucasiana tomar seu lugar!" Jeanette Epps declarou que ela não podia comentar sobre a postagem de seu irmão ou o motivo dela ser tirada da missão, mas declarou que ela não tem problemas médicos ou familiares a prevenindo de voar, e que seu treino foi bem-sucedido. O Washington Post declarou que "Mudanças de último minuto na tripulação não é algo incomum para a NASA."
Em meados de agosto de 2020, foi anunciado que Epps foi novamente designada para uma missão espacial. A missão estava planejada para se estender por cerca de seis meses, a partir de dezembro de 2021. Nesta ocasião, Epps deveria decolar a bordo de uma espaçonave estadunidense, participando de uma nova expedição. Como a comandante da missão seria a astronauta Sunita Williams (o terceiro tripulante até agora anunciado é o piloto Josh Cassada), mesmo que um quarto membro, do sexo masculino, seja escolhido, esta seria a primeira missão espacial da história da NASA com tão grande percentual de mulheres em sua tripulação. A missão em questão será o primeiro voo operacional da nave CST-100 Starliner.
Com as dificuldades que a Boeing está passando com a Starliner, Epps foi redesignada como membro da tripulação SpaceX Crew-8, lançada em 2024.